# Reine d'Arles
Le titre de reine d'Arles désigne la lauréate d'un concours trisannuel qui vise à élire une ambassadrice de la culture provençale. Il se fonde sur les connaissances des candidates en histoire, littérature, architecture, arts, traditions et du provençal.
Ce titre est attribué depuis 1930.

## Historique
La première élection a lieu le 30 mars 1930, pour célébrer le centenaire de la naissance de Frédéric Mistral. Dès 1887, des reines avaient été élues par les félibres, mais sans réelle organisation.
Pour l'historien Jean-Maurice Rouquette : 

« 1930, l'année du centenaire mistralien, marque un point d'orgue dans l'évolution des traditions artésiennes. C'est alors que le comité des fêtes crée la fonction devenue mythique de "reine d'Arles". Sa titulaire est appelée à présider les fêtes traditionnelles et à incarner le particularisme de la cité. L'influence du félibrige est là encore évidente. Ce mouvement s'était doté d'une reine symbolique dès 1878 [...]. Le rituel de la reine d'Arles ressuscit[e] le goût de la représentation et de l'ostentation qu'avaient les Arlésiennes des XVIIIe et XIXe siècles. »

## Désignation
Les candidates au titre de Reine d'Arles doivent satisfaire plusieurs critères : parler provençal, connaître parfaitement les us et coutumes de la ville, savoir s'habiller et se coiffer seule, être née dans le Pays d'Arles et avoir entre 18 et 24 ans.
Les candidates sont par la suite interrogées par un jury de personnalités culturelles du pays d'Arles, sélectionné par le comité Festiv'Arles, qui évalue leurs connaissances au travers de tests et d'entretiens. Le nom de la candidate choisie est dévoilé le 1er mai, mais la reine n'est intronisée officiellement qu'en juillet lors de la « fête du costume ».
Le titre de reine, initialement octroyé pour 4 ans, l'est pour 3 ans depuis l'élection d'Odile Pascal (1978-1981). On utilise, pour le désigner, le terme de « règne » précédé d'un nombre ordinal. On parle ainsi de « 24e règne » pour la période 2021-2024. La reine est secondée par des demoiselles d’honneur, choisies parmi les autres candidates à l'élection.

## Rôle

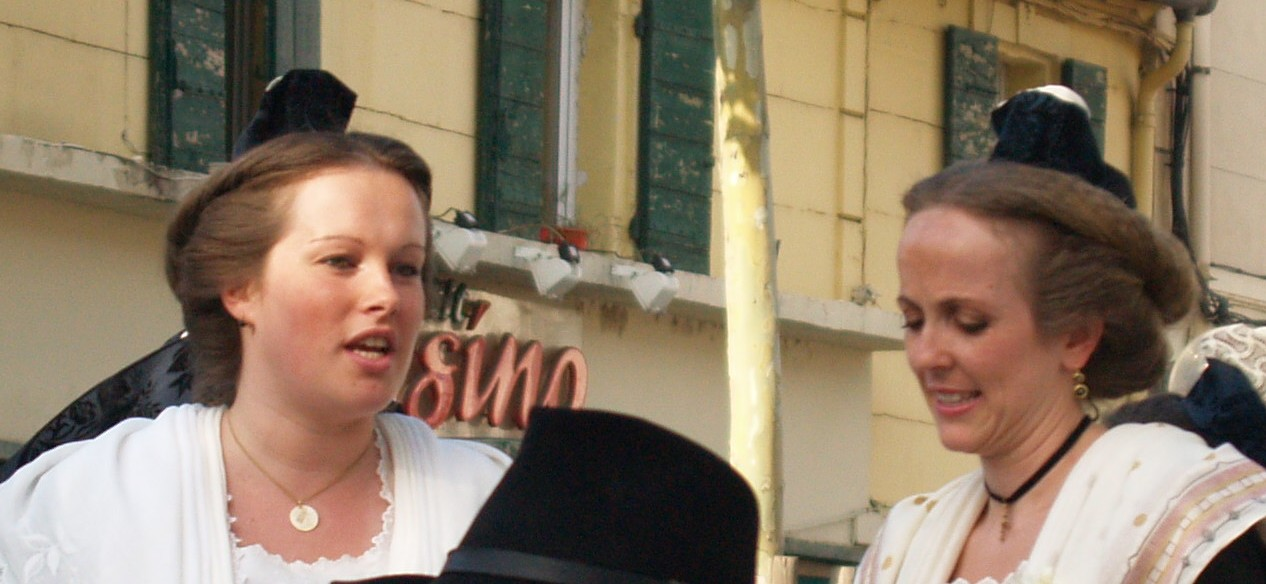
Émeline Enjalbert, demoiselle d'honneur de Nathalie Chay et, à droite, Aurore Guibaud, à Saint-Martin-de-Crau le 10 mai 2008.

La reine d'Arles est la représentante officielle de la culture, de la langue et des traditions du pays d'Arles. Présente en tenue traditionnelle, elle doit ainsi « assurer une magnifique représentation du costume » lors des principaux événements culturels de la ville. Elle assure aussi la réception d'hôtes de prestige dans la ville d'Arles.

## Titulaires
1. Angèle Vernet (1930-1947)[17]
2. Maryse Orgeas (1947-1954)
3. Madeleine Boyer (1954-1958)
4. Henriette Bon (1958-1962)
5. Annie Bérard (1962-1966)
6. Françoise Calais (1966-1970)
7. Nicole Michel (1970-1971)
8. Myriam Yonnet (1971-1974)[18]
9. Élisabeth Ferriol (1974-1978)
10. Odile Pascal (1978-1981)
11. Catherine Bon (1981-1984)
12. Géraldine Barthélemy (1984-1987)
13. Annick Ripert (1987-1990)
14. Carole Bressy (1990-1993)
15. Catherine Sautecœur (1993-1996)
16. Sabine Mistral (1996-1999)
17. Aurore Guibaud (1999-2002)
18. Florence Disset (2002-2005)
19. Nathalie Chay (2005-2008)
20. Caroline Serre (2008-2011)
21. Astrid Giraud (2011-2014)[19]
22. Mandy Graillon (2014-2017)[20]
23. Naïs Lesbros (2017-2021)[21],[22]
24. Camille Hoteman (2021-2024)[23]

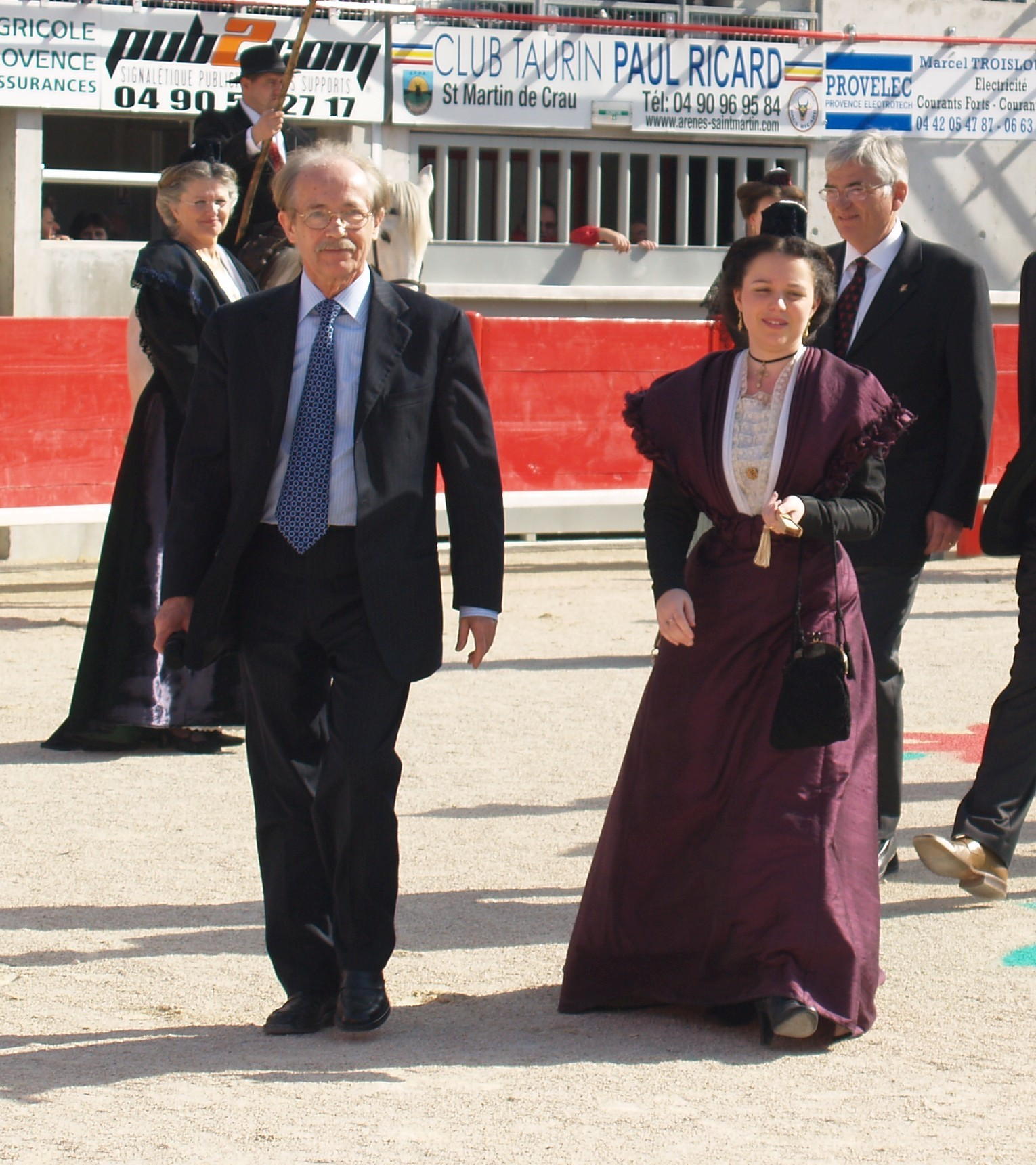
Caroline Serre au côté de Claude Vulpian, maire de Saint-Martin-de-Crau, en mars 2009, pour l'inauguration des arènes de Saint-Martin.

25. Amélie Laugier (2024-2027)[1], élue le 8 mai 2024

## Galerie

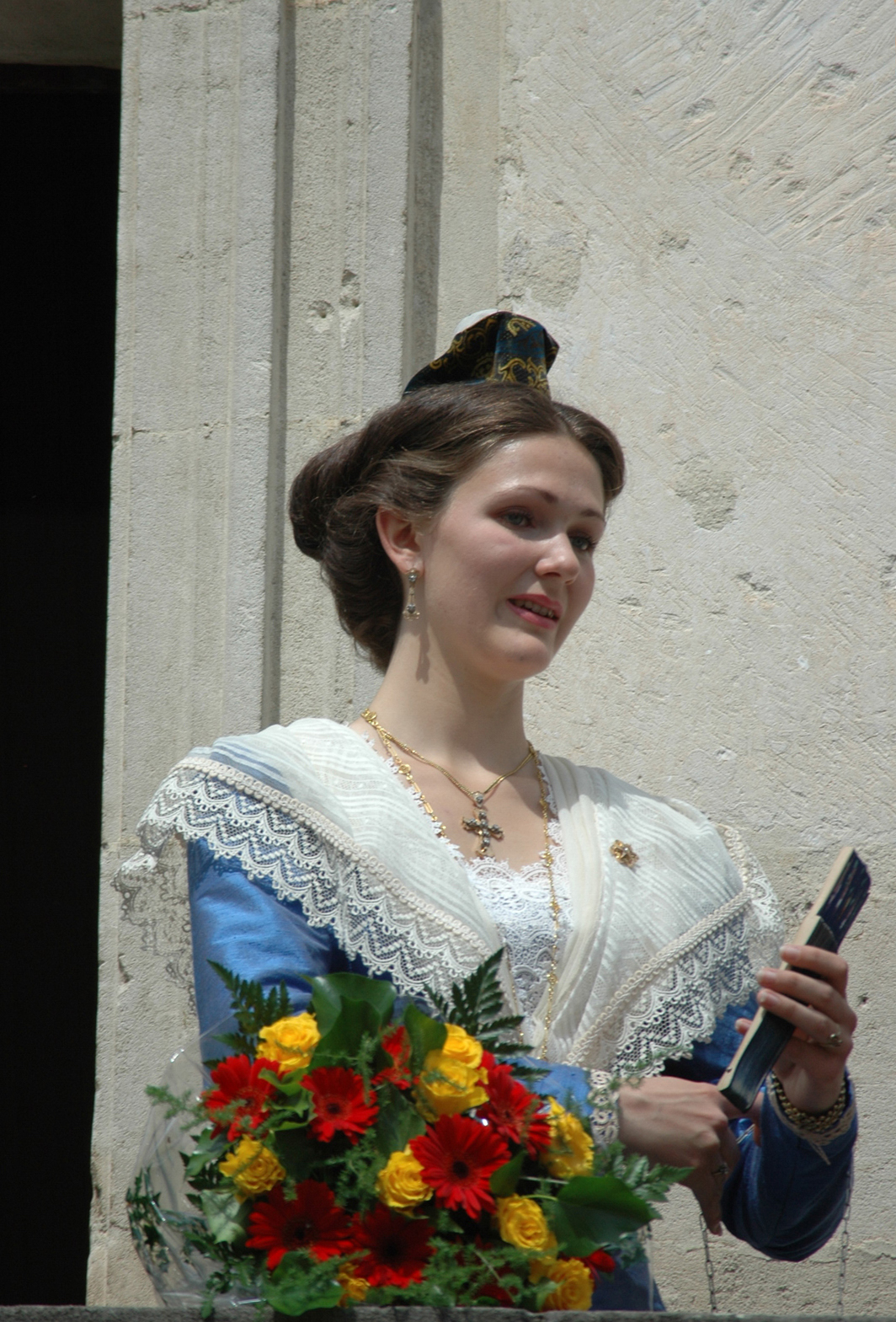
Nathalie Chay, 19e reine d'Arles.
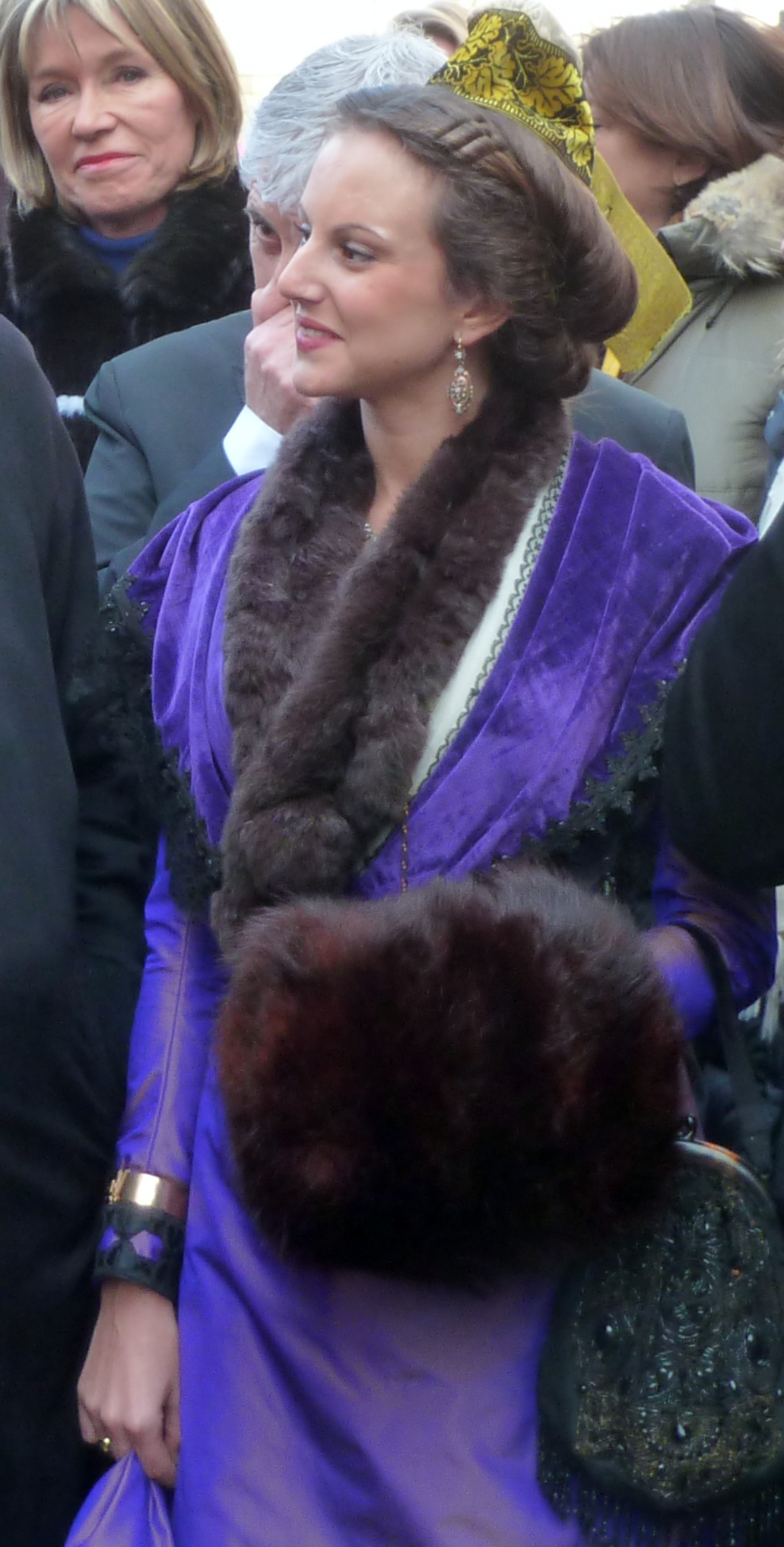
Astrid Giraud lors de l'ouverture de MP2013 à Arles

## Influence culturelle
La reine d'Arles possède un rôle significatif sur le rayonnement de la culture provençale : Jean-Maurice Rouquette note ainsi que :

« À partir des années 1980, la reine d'Arles prend une importance accrue. La forte personnalité des jeunes filles qui occupent tour à tour cette fonction n'est pas étrangère à cette évolution. Chacune d'entre elles laisse sa marque dans un aspect particulier de la culture provençale. Grâce aux travaux de recherches sur l'histoire du costume arlésien que sa mère commence alors à entreprendre et auxquels elle participe, Odile Pascal aura, par exemple, lors de son mandat un rôle déterminant qui explique la renaissance que connaîtra le costume à partir des années 1980 [...]. Géraldine Barthélémy insistera quant à elle sur le côté linguistique. Elle n'hésitera pas à prendre la parole en langue provençale lors de la fête du costume, tradition qui sera désormais suivie. »

Les tenues de la Reine d'Arles, qui célèbrent l'artisanat traditionnel arlésien du costume et de la joaillerie ont été régulièrement citées comme une influence par le couturier Christian Lacroix, qui, lors de son premier défilé, avait fait venir à Paris la Reine d'Arles et ses dauphines en costume. Le couturier a en outre demandé à la photographe Katerina Jebb de réaliser un portrait de la Reine d'Arles de l'époque, Mandy Graillon.
Le terme de « Reine d'Arles » est par ailleurs employé régulièrement pour désigner une femme disposant d'une influence politique ou culturelle particulière sur la ville,.